# 斎藤文夫 (バスケットボール)
斎藤 文夫（さいとう ふみお、1953年8月22日 -2019年3月25日 ）は、東京都福生市出身の元バスケットボール選手である。ポジションはセンター。現役当時は205cmの長身プレイヤーであった。

## 来歴
高校1年で野球からバスケットボールに転向。中央大学在学中の1974年、全日本に選出され、アジア大会に出場。1975年アジア選手権で準優勝に貢献しモントリオール五輪にも出場。
卒業後の1977年、松下電器に入社。日本リーグでタイトル獲得。